# Vanille Attié
Pour les articles homonymes, voir Attié.
 (septembre 2015).
Si vous disposez d'ouvrages ou d'articles de référence ou si vous connaissez des sites web de qualité traitant du thème abordé ici, merci de compléter l'article en donnant les références utiles à sa vérifiabilité et en les liant à la section « Notes et références ».
Vanille Attié est une actrice française, née à Saint-Denis de La Réunion.

## Biographie
Vanille Attié est originaire de La Réunion où elle a grandi et a poursuivi des études scientifiques. Au contact d’un père grand lecteur, philosophe et artiste, Vanille prend très vite conscience que le métier d’ingénieur en informatique auquel elle se destine n’est pas la voie qui l‘entrainera vers l’épanouissement.[style à revoir]

Son début de carrière la mène à Paris à l’occasion de l’obtention d’un rôle dans la comédie musicale La Fugue du Bac de Lena Daget, qu’elle interprète à l’Olympia puis au Dejazet ; Paris où elle poursuit sa formation de danseuse en contemporain, Afro contemporain, modern jazz et classique, elle intègre pendant quelques années la troupe de la chorégraphe burkinabé Irène Tassembedo.
Elle pratique aussi la musique et le chant. Vanille Attié se tourne vers le théâtre où elle joue Rumeurs de et avec Pierre Mondy au Palais Royal, La Puce à l’oreille dans une mise en scène de Jean-Claude Brialy et de nombreuses autres créations théâtrales grâce auxquelles elle se fraie un chemin jusqu’à la scène du Festival d’Avignon pour le Don Juan de Bernard Ortega.
Elle effectue un passage rapide à la télévision dans Sexy Zap puis comme animatrice sur M6, RFO et Canal Horizon, et est la lectrice dans l’émission littéraire Tropisme avec Laure Adler. Elle sera aussi présentatrice du magazine des Armées TOP DEFENSE réalisé au fort d'Ivry, et diffusé sur France 3.
Sa participation active aux destinées de la maison de production cinématographique indépendante La Space la plonge dans la grande aventure de la fabrication de long métrage, aventure qui aboutira[non neutre] entre autres à la sortie du film Bâtards de Fred Saurel ou elle tient le rôle de Maria.
De nombreux autres rôles au cinéma ou à la télévision la mettront à l’affiche de ...à la campagne de Manuel Poirier, Anna Oz de Éric Rochant, Le sourire du clown d’Éric Besnard, Le Clone de Fabio Conversi, ou Antilles sur Seine de Pascal Légitimus.
On[Qui ?] la voit apparaître aussi dans de nombreuses séries télévisées et téléfilms notamment dans la saga Les Secrets du volcan sur France 2 ou l’unitaire d’Alain Robillard Le Roman de Georgette également sur France 2.
Elle n’a pas oublié la musique[style à revoir] et signe avec Lusafrica un contrat pour 3 albums[réf. souhaitée] dont le premier Lagondes Horizons sortira en 2000 suivi en 2004 par l’album Si ou n’a l’envie.

## Filmographie

### Cinéma
- 1988 : Adieu, je t'aime de Claude Bernard-Aubert
- 1994 : ...à la campagne de Manuel Poirier : Sidonie
- 1996 : Anna Oz d’Éric Rochant : Epiphanie
- 1997 : Une femme très très très amoureuse : Ursula
- 1997 : Le Clone de Fabio Conversi : Karine
- 1999 : Le Sourire du clown d’Éric Besnard
- 2000 : Antilles sur Seine de et avec Pascal Légitimus : Melody
- 2002 : Bâtards de Frédéric Saurel : Maria
- 2004 : Le Film dont vous êtes le héros de Stéphane Secq : la femme du héros

### Télévision
- 1989 : Le Voyageur (série), épisode "The Martyr" (en anglais) de Phillip Noyce : Bunny
- 1992 : Softwar (téléfilm) de Michel Lang
- 1993 : Pepita (téléfilm) de Dominique Baron : Elvire
- 1995 : Les garçons de la plage (série), épisode "Retrouvailles"
- 1995 : Sexy Zap (série), 3 apparitions
- 1998 : Blague à part (série), épisode "Le fauteuil"
- 1998 : Crimes en série (série), épisodes "Double spirale" et "Le silence du scarabée" : Nadia
- 1999 : L'Instit (série), épisode "Le trésor de l'anse du bout" de Igaal Niddam : Carole
- 1999 : Maître Da Costa (série), épisode "Alibi sur ordinnance" de Nicolas Ribowski
- 2000 : Navarro (série), épisode "Bus de Nuit" de Patrick Jamain
- 2001 : Le Prix de la vérité (téléfilm) de Joël Santoni : Leïla
- 2003 : Le Roman de Georgette d'Alain Robillard (téléfilm) : Lydie
- 2006 : Les Secrets du volcan  (série) de Michaëla Watteaux : Sophie Moussié
- 2007 : Le Monsieur d'en face (téléfilm) de Alain Robillard : la vendeuse